# Бернт Гаас
Бернт Гаас (нім. Bernt Haas, нар. 8 квітня 1978, Відень) — швейцарський футболіст, захисник.
Насамперед відомий виступами за клуб «Ґрассгоппер», а також за національну збірну Швейцарії.

## Клубна кар'єра
У дорослому футболі дебютував у 1994 році виступами за команду клубу «Ґрассгоппер», в якій провів сім сезонів, взявши участь у 147 матчах чемпіонату.  Більшість часу, проведеного у складі «Ґрассгоппера», був основним гравцем захисту команди.
Згодом з 2001 до 2007 року грав у складі команд клубів «Сандерленд», «Базель», «Вест-Бромвіч Альбіон», «Бастія» та «Кельн».
Завершив професійну ігрову кар'єру у нижчоліговому клубі «Санкт-Галлен», за команду якого виступав протягом 2007—2010 років.

## Виступи за збірну
У 1996 році дебютував в офіційних матчах у складі національної збірної Швейцарії. Протягом кар'єри у національній команді, яка тривала 10 років, провів у формі головної команди країни 36 матчів, забивши 3 голи.
У складі збірної був учасником чемпіонату Європи 2004 року у Португалії.

## Титули і досягнення
- Чемпіон Швейцарії (4):

«Грассгоппер»: 1994–95, 1995–96, 1997–98, 2000–01
«Базель»: 2001–02, 2003–04, 2004–05
- Володар Кубка Швейцарії (1):

«Базель»: 2002–03

## Статистика
| Сезон   | Клуб                 | Країна    | Чемпіонат                        | Місце | Голи |
| ------- | -------------------- | --------- | -------------------------------- | ----- | ---- |
| 1994/95 | Ґрассгоппер          | Швейцарія | Чемпіонат Швейцарії з футболу    | 2     | 0    |
| 1995/96 | Ґрассгоппер          | Швейцарія | Чемпіонат Швейцарії з футболу    | 20    | 0    |
| 1996/97 | Ґрассгоппер          | Швейцарія | Чемпіонат Швейцарії з футболу    | 29    | 1    |
| 1997/98 | Ґрассгоппер          | Швейцарія | Чемпіонат Швейцарії з футболу    | 27    | 2    |
| 1998/99 | Ґрассгоппер          | Швейцарія | Чемпіонат Швейцарії з футболу    | 28    | 1    |
| 1999/00 | Ґрассгоппер          | Швейцарія | Чемпіонат Швейцарії з футболу    | 29    | 1    |
| 2000/01 | Ґрассгоппер          | Швейцарія | Чемпіонат Швейцарії з футболу    | 25    | 1    |
| 2001/02 | Ґрассгоппер          | Швейцарія | Чемпіонат Швейцарії з футболу    | 5     | 0    |
| 2001/02 | Сандерленд           | Англія    | Прем'єр-ліга                     | 27    | 0    |
| 2002/03 | Базель               | Швейцарія | Чемпіонат Швейцарії з футболу    | 22    | 1    |
| 2003/04 | Вест-Бромвіч Альбіон | Англія    | Чемпіонат Футбольної ліги Англії | 36    | 1    |
| 2004/05 | Вест-Бромвіч Альбіон | Англія    | Прем'єр-ліга                     | 10    | 0    |
| 2004/05 | Бастія               | Франція   | Ліга 1                           | 4     | 0    |
| 2005/06 | Бастія               | Франція   | Ліга 2                           | 12    | 1    |
| 2006/07 | Кельн                | Німеччина | Друга Бундесліга                 | 19    | 0    |
| 2007/08 | Санкт-Галлен         | Швейцарія | Чемпіонат Швейцарії з футболу    | 1     | 0    |
| 2008/09 | Санкт-Галлен         | Швейцарія | Чемпіонат Швейцарії з футболу    |       |      |